# Zierenberger Warte

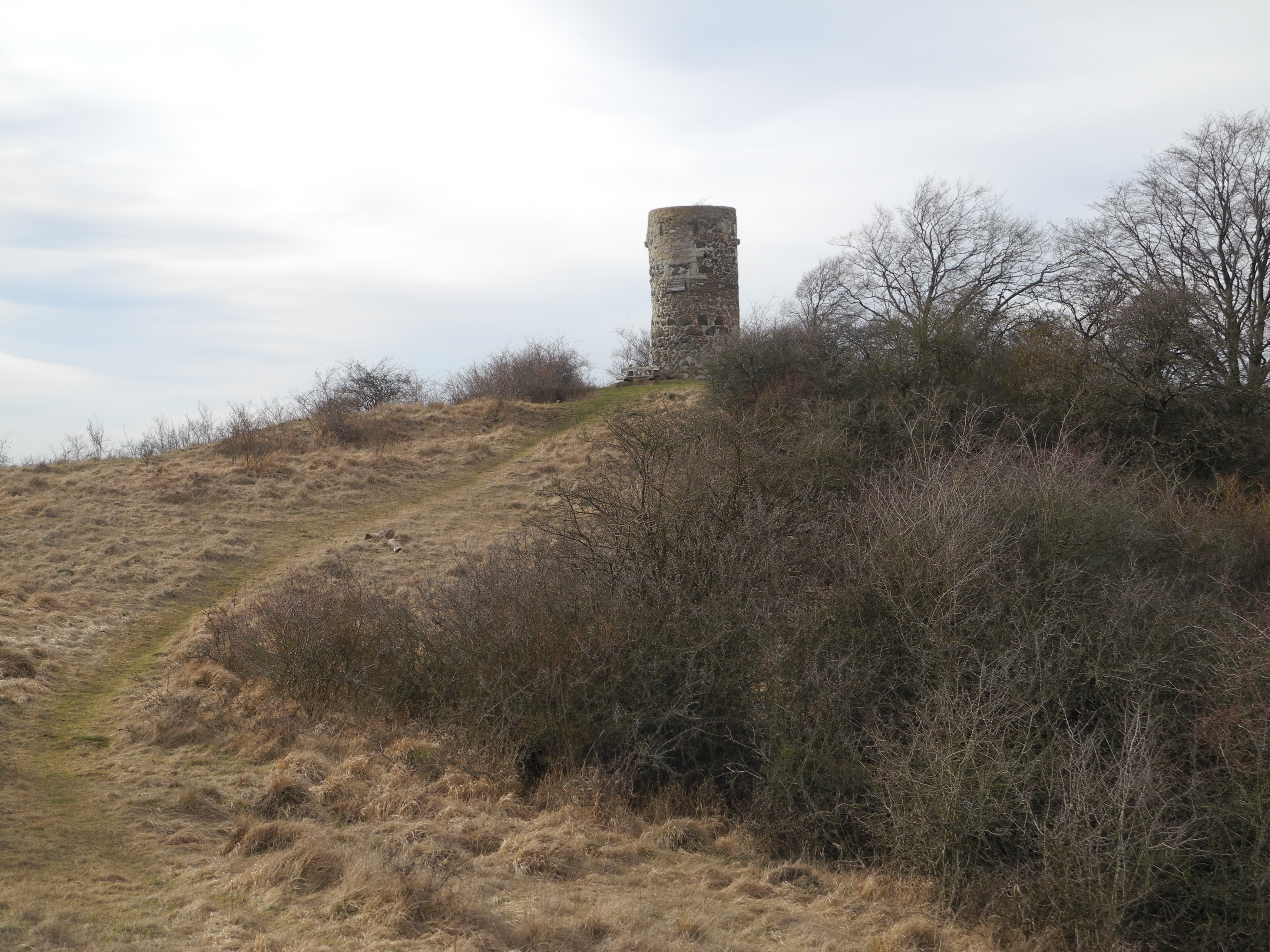
Zierenberger Warte

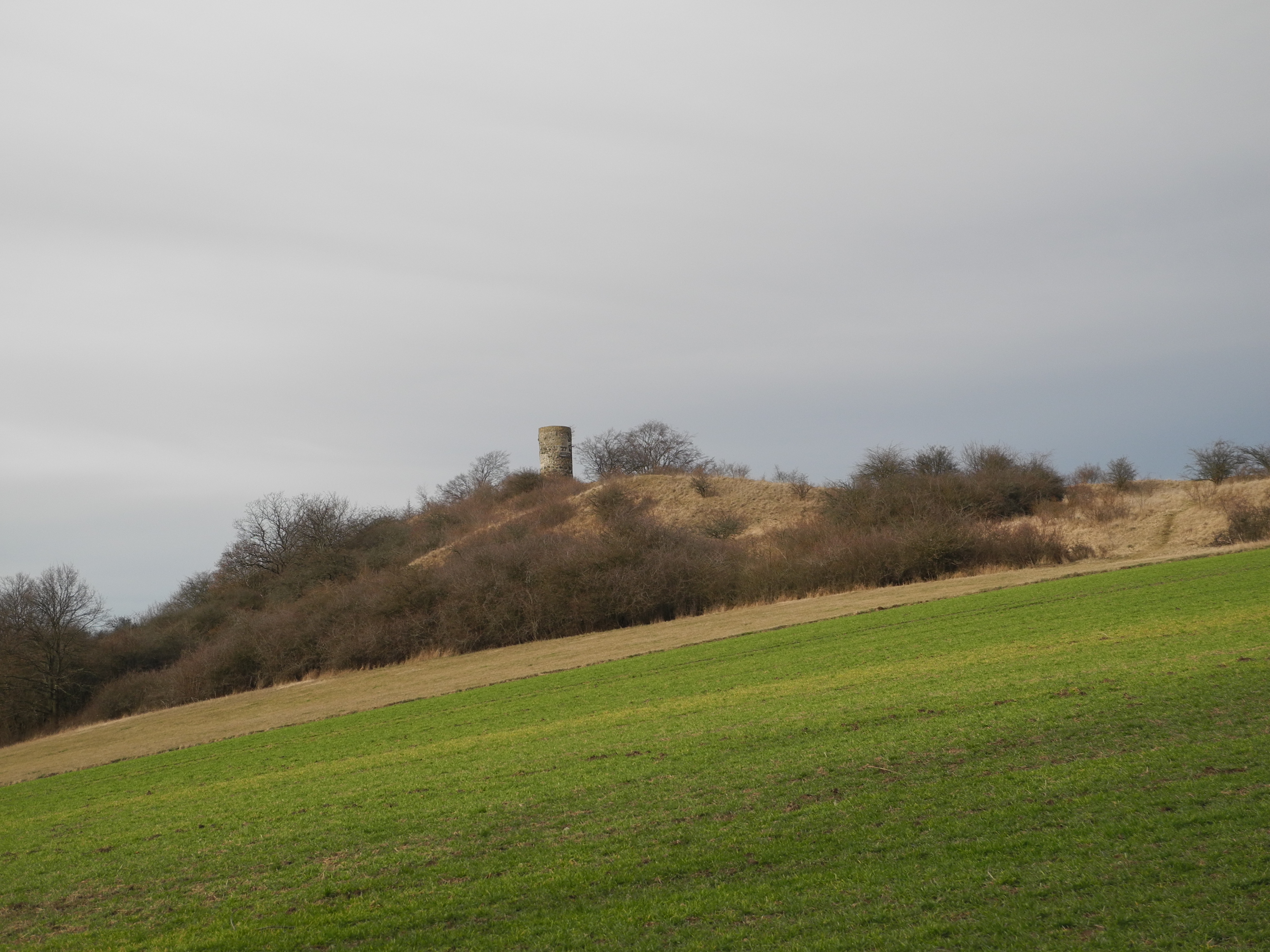
Basaltkuppe mit Zierenberger Warte

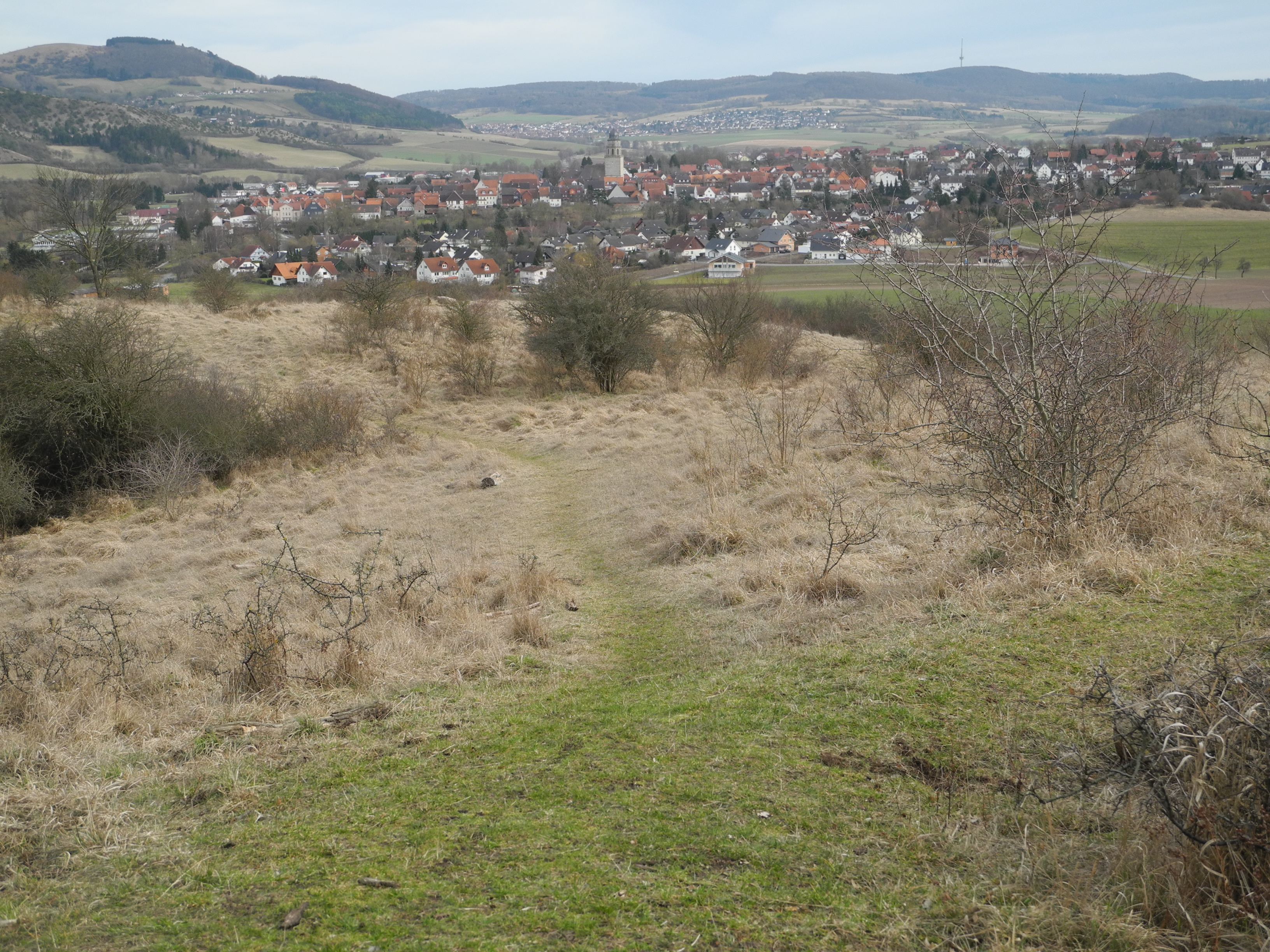
Blick vom Kuppengipfel südostwärts nach Zierenberg mit Hohem Dörnberg (links) und Hohem Habichtswald mit Fernmeldeturm Habichtswald (hinten)

Die Zierenberger Warte ist ein ehemaliger Wartturm bei Zierenberg im hessischen Landkreis Kassel.

## Geographie

### Lage
Der Wartturm befindet sich im Zierenberger Grund, einem Naturraum der Habichtswälder Senke, und im Naturpark Habichtswald. Er steht 1,2 km nordwestlich der Zierenberger Kernstadt, 900 m ostsüdöstlich des Zierenberger Weilers Friedrichsaue und 1,5 km südsüdwestlich des Zierenberger Hofs Rangen.

### Basaltkuppe
Die namenlose Basaltkuppe (311,7 m ü. NHN),, auf welcher der Turm steht, gehört in der naturräumlichen Haupteinheitengruppe Westhessisches Berg- und Senkenland (Nr. 34), in der Haupteinheit Habichtswälder Bergland (342) und in der Untereinheit Habichtswälder Senke (342.1) zum Naturraum Zierenberger Grund (342.11). Sie ist als etwa 3 ha großes Naturdenkmal Basaltkuppe Die Warte ausgewiesen.
Auf der Kuppe gibt es Trocken- und Halbtrockenrasen sowie Gehölze. Ihr Nordwesthang weist einen aufgelassenen und überwachsenen Basaltsteinbruch auf. Die Landschaft fällt nach Osten zur Warme ab; nordwestlich bis nördlich vorbei fließt der Kringelbach, der im Nordosten in die Warme mündet.

## Geschichte und Zweck
Der Rundturm aus Basaltstein stammt aus dem Mittelalter. Laut der Informationstafel des Heimatvereins vor Ort soll sie bereits 785 errichtet worden sein. Da Zierenberg aber erst 1293 gegründet wurde und 1298 Stadtrecht erhielt und das Sicherungssystem um Ziegenberg erst im 14. Jahrhundert angelegt wurde, ist der Bau dieser Warte wohl eher in den gleichen Zeitraum zu setzen wie den der Ehlener Warte. Der Turm ist etwa 8 m hoch hat rund 3,5 m Durchmesser. Er diente als Aussichtsposten, um die Bevölkerung vor feindlichen Angriffen zu warnen. Der Turm wurde 1994 saniert.

## Verkehr und Wandern
In der Nähe des Wartturms verlaufende Landesstraßen sind im Osten die entlang der Warme führende L 3211 (Zierenberg–Rangen) und im Südwesten die L 3214 (Zierenberg–Friedrichsaue); parallel zur Letzteren verläuft die Bahnstrecke Volkmarsen–Vellmar-Obervellmar.
Anfangs entlang der L 3211 führen der Europäische Kulturfernwanderweg Hugenotten- und Waldenserpfad, der Löwenweg und der 25 km lange Wanderweg Kassel–Laar; westlich vorbei an der Basaltkuppe verläuft der 7,8 km lange Rundwanderweg Zierenberg Z1.
Der Zugang zum Turm, dessen Eingang vermauert ist, erfolgt über einen Wiesenpfad. Außenbesichtigung ist möglich.